# Bagno (województwo lubelskie)
Bagno – wieś w Polsce, położona w województwie lubelskim, w powiecie zamojskim, w gminie Zwierzyniec.
W latach 1975–1998 miejscowość administracyjnie należała do województwa zamojskiego.
Wieś stanowi sołectwo gminy Zwierzyniec. Według Narodowego Spisu Powszechnego z roku 2011 wieś liczyła 354 mieszkańców.
Wierni Kościoła rzymskokatolickiego należą do parafii Matki Bożej Królowej Polski w Zwierzyńcu.

## Części wsi
| SIMC    | Nazwa         | Rodzaj    |
| ------- | ------------- | --------- |
| 0906999 | Oryszczakówka | część wsi |